# ミクスチャー・ロック
ミクスチャー・ロック（Mixture Rock）は、主に日本において扱われるロックのジャンルの一つ。
ミクスチャー・ロックという音楽用語は和製英語であり、日本ではラップ・ロックやラップ・メタルなどのジャンルに適用されている。

## 概要
ミクスチャー・ロック(mixturerock)という言葉は、直訳すれば「様々なジャンルの音楽を混ぜ合わせたロック」となるが、日本の音楽業界では、ラップロックやラップメタルの別名として使われている。様々なジャンルを混ぜ合わせたという「ミクスチャー」としての意味合いは薄く、より限定された範囲を意味する「黒人音楽（ラップ/ヒップホップ、レゲエなど）を混ぜ合わせたロック」として使われる。
ジャンル名として英米には、ファンク・ロックなどのジャンル名がある。このジャンル名が使用されたバンド、リック・デリンジャー、レッド・ボーンやインエクセス(1980年代デビュー）らは1970年代から80年代の音楽家である。音楽性に類似性があっても、ミクスチャー・ロックよりも先に誕生したジャンルであり、ミクスチャー・ロックとは異なる（ファンク・ロックについては、ファンクを参照）
1980年代～1990年代のオルタナティヴ・ロックムーブメントの中で、「ファンクやヒップホップ（黒人音楽）とロック（白人の音楽）を混ぜた音楽性を持ったバンド」がアメリカで話題となり、それを日本のレコード会社が売り込む際に、ミクスチャー（混合）・ロックというジャンル名が使われた。

## ラップロック
ラップロックとは、ロックをベースとし、そこへラップの要素を加えた音楽のジャンルである。オルタナティヴ・ロックと混在するジャンルであり、ラップコアやラップメタルなどに派生もする。
ラップの要素を加えたロックとされるが、ラップやヒップホップというよりもむしろファンクとの融合を図ったバンド（フィッシュボーン、レッド・ホット・チリ・ペッパーズなど）やレゲエ やスカとの融合を図ったバンド（フィッシュボーンやサブライムなど）も含まれることが多く、厳密には黒人音楽とラップのライム感をロックに取り入れた、1980年代以降のバンドである。ヘヴィメタルにラップ要素を加えたバンドは特にラップメタルとも呼ばれ、ハードコア・パンクにラップ要素を加えたバンドは特にラップコアとも呼ばれる。ラップロックは、広義的にはこれらすべてを含む。
1980年代には、ビースティ・ボーイズなどのアメリカのロック、パンク・ロックのミュージシャンが、ヒップホップミュージシャンとツアーを行う中で、その音楽性をロックに取り入れ、ラップロックのひな形とも言えるサウンドが出来上がっていった。ヴァニラ・アイスやサード・ベースを含むケースもある。
その後1990年代に入ってからは、レッド・ホット・チリ・ペッパーズやレイジ・アゲインスト・ザ・マシーンが全米規模での成功を収めるなど、徐々に規模が拡大していった。

## ラップメタル
ラップメタルとは、ヘヴィメタルをベースとし、そこへラップやターンテーブルといったヒップホップの要素を加えたものである。ラップコアとも呼ばれることもある。1980年代、スラッシュメタルバンドのアンスラックスと、ヒップホップグループであるパブリック・エナミーの共演に代表されるように、メタルバンドとヒップホップグループとのコラボレーションからラップメタルシーンは誕生した。
1990年代後半には、リンプ・ビズキットがヒットを記録し、それをきっかけにラップメタルの存在は急激にシーンに認知されるようになった。

## 代表的なミクスチャー・ロック・バンド
- アンスラックス
- Androp
- ISAKICK (ミュージシャン)
- UCHUSENTAI:NOIZ
- インキュバス (バンド)

ほか多数